# Virendra Sharma
Virendra Kumar Sharma (né le 5 avril 1947) est un homme politique britannique du parti travailliste. Il est député d'Ealing Southall de 2007 à 2024.

## Jeunesse
Virendra Sharma est né à Mandhali, en Inde en 1947 dans une famille punjabi hindoue et reçoit une éducation à la London School of Economics grâce à une bourse syndicale. Il parle couramment le Pendjabi et l'hindi en plus de l'anglais.
Sharma arrive à Hanwell depuis l'Inde en 1968 et devient conducteur de bus sur la route 207, travaillant plus tard comme responsable des services de jour pour les personnes ayant des troubles d'apprentissage à Hillingdon. Il commence sa carrière politique en rejoignant le Parti libéral, puis est passé au Parti travailliste. Il est responsable de l'égalité raciale au Parti travailliste à l'échelle nationale.
Il est conseiller du Borough londonien d'Ealing de 1982 à 2010 et devient maire. Il est critiqué pour sa faible participation et ne se représente pas aux élections locales de 2010.

## Carrière parlementaire
Virendra Sharma est élu député lors de l'élection partielle d'Ealing Southall, tenue le 19 juillet 2007. L'élection partielle est déclenchée après la mort du député travailliste en exercice, Piara Khabra, le 19 juin 2007. Sharma conserve le siège lors des élections générales de 2010.
En novembre 2008, le gouvernement travailliste confie à Sharma le rôle de Secrétaire parlementaire privé du ministre d'État au Trésor et au ministère de l'Intérieur, Phil Woolas, qui est responsable des frontières et de l'immigration. Sharma quitte ce poste en janvier 2009 en opposition à la proposition du gouvernement travailliste de construire une troisième piste à l'aéroport d'Heathrow. En 2016, dans un renversement de sa position précédente, Sharma annonce qu'il soutient désormais l'expansion d'Heathrow.
En 2017, Sharma vote contre le projet de loi sur le déclenchement de l'article 50 à la Chambre des communes, exprimant son inquiétude quant aux effets potentiels du Brexit sur l'économie.
En 2019, Sharma perd un vote de défiance de son parti travailliste de circonscription: les raisons invoquées par les opposants sont sa faible participation aux réunions du parti, la lenteur de la réponse aux demandes des électeurs et le refus de faire campagne contre les émissions toxiques du réaménagement du site Old Gasworks. (Southall Waterside).